# Lauliluoma
Lauliluoma är en sjö i Finland. Den ligger i kommunen Kuusamo i landskapet Norra Österbotten, i den nordöstra delen av landet, 700 km norr om huvudstaden Helsingfors. Lauliluoma ligger 256 meter över havet. Den är 3,34 meter djup. Arean är 67 hektar och strandlinjen är 3,76 kilometer lång. Sjön  ingår i Koundaälvens huvudavrinningsområde.   Den sträcker sig 0,8 kilometer i nord-sydlig riktning, och 1,6 kilometer i öst-västlig riktning.